# Hugo Pimentel
Hugo Pimentel (San Fernando, provincia de Buenos Aires, Argentina; 25 de enero de 1919 - Caracas, Venezuela;1 de junio de 1984) fue un actor argentino, afincado en España.

## Carrera
Hugo Pimentel fue una brillante figura de la escena nacional, cómico, imitador, parodista, ventrílocuo y actor de raza que acompañó con el rol de galán a figuras de la Época de Oro del cine argentino de la talla de Susana Campos, Golde Flami, Susana Canales, Norma Giménez,  Nuri Montsé y Lidia Denis, entre muchas otras. Filmó unas 25 películas en la Argentina.
Formó parte de La Cruzada del Buen Humor y trabajó  junto a los primeros actores cómicos Pepe Arias y Pepe Marrone, entre otros. En 1951 hizo varios varietés en Rosario, Santa Fe. También integró  diversos tríos cómicos en los que cuentan Los tres mosquiteros y Bertoldo, Bertolino y Cacaseno.
Hizo radio, teatro y televisión. Hizo la novela Nosotros dos junto con Nélida Bilbao. Trabajó en varios radioteatros y radionovelas de numerosas emisoras. En la década del '40 y '50 participó  en el Teatro Palmolive del Aire, en el episodio Reviviendo la emoción del tango, junto con Queca Herrero, Meneca Norton, Américo Acosta Machado, Ricardo Passano, entre otros. En 1943 actuó por Radio El Mundo en el radioteatro El alma en flor de Carlos Schaefer Gallo, junto con Rosa Rosen, Santiago Arrieta, Mangacha Gutiérrez, Martín Zabalúa e Hilda Bernard.
También recitó poesías bajo la "Compañía Juvenil de Arte", en un radioteatro titulado Reviviendo la emoción de los más bellos poemas, junto con Delia Garcés, Alita Román, Pablo Lagarde, Queca Herrero, Mario Lugones, Pepe Herrero, Inés Edmonson y Elda Christie. Trabajó en 1951 en la obra cómica de tres actos, Crispín, de Insausti y Malfatti,  estrenada en el Teatro Politeama Argentino. Aquí formó parte de la "Compañía Argentina de Comedias Pepe Arias", junto  con  Beatriz Taibo, Hilda Rey, Ramón Garay y Ricardo Duggan.
Continúa su carrera en Argentina hasta 1956. En septiembre de ese año su carrera se interrumpe abruptamente tras un monólogo en una comedia a la que había asistido la esposa del dictador Pedro E Aramburu menciona el estrabismo, enfermedad que padecia la esposa del dictador, intepretandose como burla directa a su figura; a pesar de que la línea formaba parte del monólogo desde su estreno. Tras ello el día 13 del mismo mes el teatro es ocupado por militares durante 3 meses hasta que se supende la obra, su casa es allanada el día 14; impedido de trabajar en su país a consecuencia de la censura y las listas negras del régimen de Aramburu emprende el exilio Ese año se instala definitivamente en España. Desde 1964 hasta 1969 trabajó haciendo una dupla con Rafael Buono.
Hugo Pimentel falleció a los 65 años en un hospital en Caracas, Venezuela, víctima de un cáncer de pulmón.